# Nacionalismo romántico noruego
El nacionalismo romántico noruego fue un movimiento en Noruega entre 1840 y 1867 en el arte, la literatura y la cultura popular que enfatizó la estética de la naturaleza noruega y la singularidad de la identidad nacional de Noruega. Un sujeto de mucho estudio y debate en Noruega, fue caracterizado por la nostalgia.

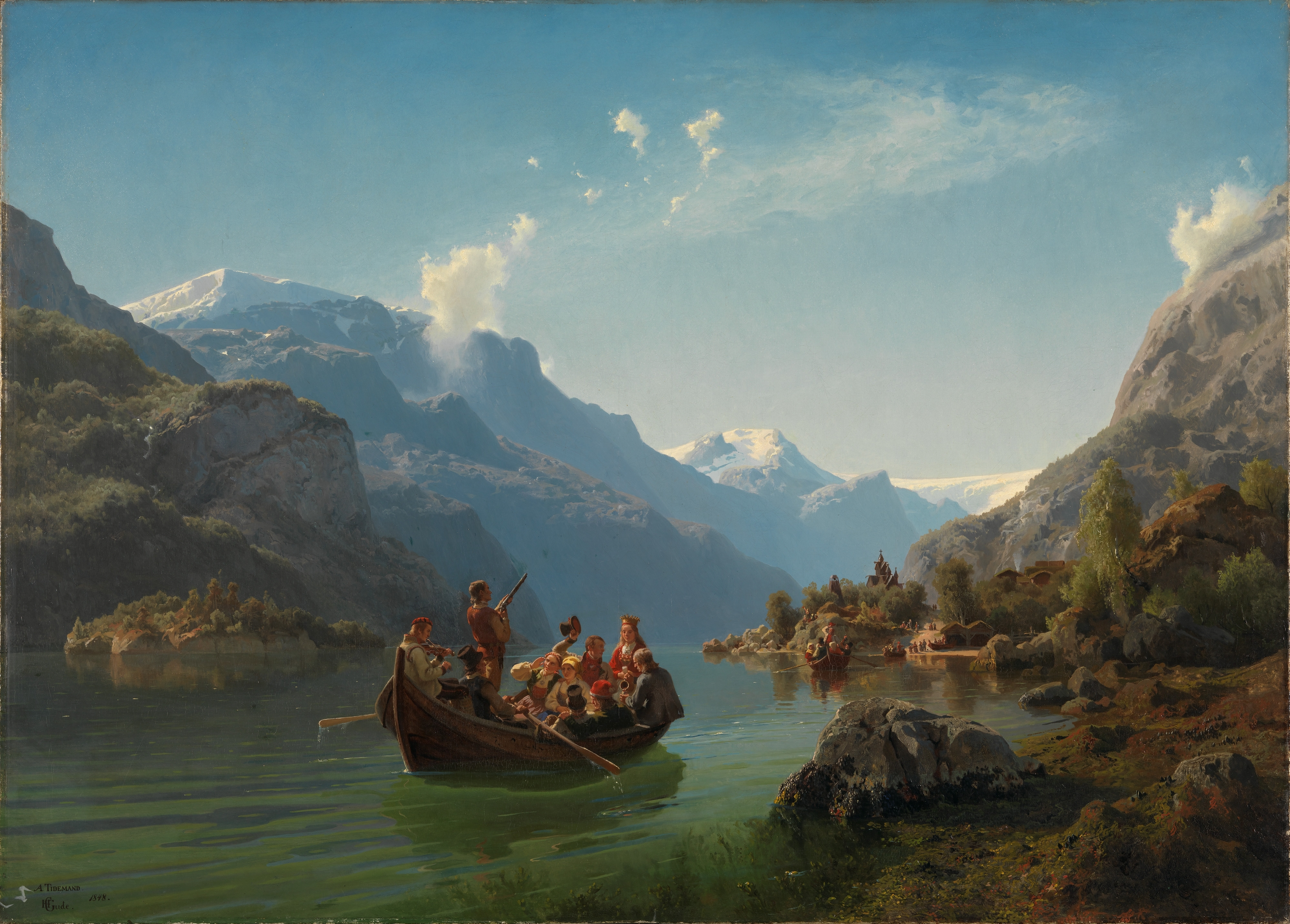
Brudeferden i Hardanger (Procesión nupcial en Hardanger), una de las pinturas más conocidas dentro del nacionalismo romántico noruego. Pintado por Hans Gude y Adolph Tidemand.

El contexto e impacto del nacionalismo romántico noruego provino desde la historia reciente y la situación política. Después de más de 400 años como una provincia danesa, tratado como una campiña perdida cultural por el gobierno ausente en Copenhague, se encontraba la única cultura noruega entre los agricultores y campesinos en distritos rurales en Noruega; en 1814 Noruega había seguido independencia parcial en una unión personal dentro del reino dominante de Suecia.
Para los noruegos, habiendo reafirmando sus aspiraciones políticas en 1814, la cuestión de una identidad noruega distinta se convirtió en importante. Como la cultura urbana consiguió importancia también en los distritos rurales, el patrimonio cultural rico del paisaje noruego se vio amenazado. Como resultado, varios individuos se disponieron a coleccionar los artefactos de una cultura distintamente noruega, de ese modo esperando conservar y promover un sentido de identidad noruega.
Los coleccionistas más conocidos de los años 1840 y 1850 fueron:
- Peter Christen Asbjørnsen y Jørgen Moe, que coleccionaron cuentos de hadas e historias de la mayoría del país;
- Magnus Brostrup Landstad y Olea Crøger, que coleccionaron canciones folclóricas, en particular en alto Telemark;
- Ludvig Mathias Lindeman que coleccionó canciones folclóricas y que creó las bases para una tradición noruega separada de música religiosa, distinta de los salmos daneses y alemanes que hasta ese momento ejercieron la influencia más grande en la alta música noruega;
- Ivar Aasen, un lingüista que realizó análisis de vocabulario, lenguajes y gramática, la mayoría de Noruega Occidental y los valles alpinos, en la suposición de que se encontrarían allí las semillas originales de un idioma noruego. Sintetizó una gramática, un vocabulario y una ortografía para un idioma noruego separado que se hizo el origen de Nynorsk.

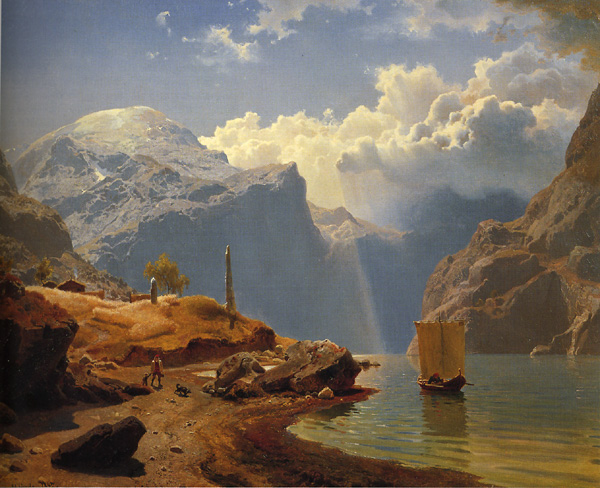
Cuadro del movimiento nacionalismo romántico por Hans Gude, 1847

Estos logros tuvieron un impacto perdurable en la cultura e identidad noruega, un impacto que se puede observar en las influencias en las artes visuales, la música clásica y la literatura, representado por, por ejemplo:
- Los pintores Adolph Tidemand, Hans Gude, Johan Christian Dahl, August Cappelen;
- Los escritores Jørgen Moe, Peter Christen Asbjørnsen, Aasmund Olavsson Vinje, y también Bjørnstjerne Bjørnson y Henrik Ibsen in the beginning of their careers;
- Los compositores Ole Bull y Edvard Grieg.

Durante los días declinantes del nacionalismo romántico noruego, se renovaron los esfuerzos para conseguir edificios, artesanía y artes rurales. Arthur Hazelius, el fundador del Nordiska Museet en Estocolmo coleccionó muchas colecciones y las mandó a Suecia.
El último rey de unión entre Suecia y Noruega, Óscar II, fue partidario de esta nueva oleada de coleccionar, empezando los orígenes del Norsk Folkemuseum. Apoyó el director de los dominios reales en Bygdøy, Christian Holst, en sus esfuerzos coleccionar edificios antiguos de los distritos rurales. Entre los edificios que quedan en el museo, la Iglesia de madera de Gol, trasladada a los comienzos de los años 1880, es el más prominente. Poco después, otros pioneros comenzaron esfuerzos para salvar piezas importantes de arquitectura y artesanía tradicionales noruegas. Anders Sandvig fundó el museo Maihaugen en Lillehammer. Hulda Garborg comenzó la colección de los trajes y danzas folclóricas.
Este esfuerzo queda en proceso, pero se hizo más sistemático mientras otros movimientos culturales se convirtieron más importantes en Noruega a finales del siglo XIX y comienzos del siglo XX.
El nacionalismo romántico ha ejercido un impacto enorme en la identidad nacional noruega. Se considera el personaje de Askeladden de los cuentos de hadas una parte esencial de la tradición noruega. Aún en ciudades como Oslo y Bergen, en el Día de la Constitución Noruega muchas personas se visten en bunad para la procesión, inimaginable hace 100 años.